# SN 2010lh
SN 2010lh – supernowa typu Ia-pec odkryta 27 listopada 2010 roku w galaktyce A013033+1040. W momencie odkrycia miała maksymalną jasność 19,30m.